# 아투아 이 카피카
폴리네시아 신화, 특히 티코피아신화에서 아투아 이 카푸카는 최고의 천공신이다.